# Anthony Yigit
Anthony Yigit (født 1. september 1991 i Farsta i Sverige) er en svensk professionel bokser, som konkurrerer i letweltervægt, hvor han er nuværende europamester. Som amatør præsenterede han Skarpnäcks BK og Sverige. Yigit deltog i de olympiske lege i London 2012, hvor han konkurrerede i letweltervægt-klassen. I 2018 konkurrerede han i World Boxing Super Series-superletvægt-turneringen, hvor han i den indledende runde mødte Ivan Baranchyk om IBF-verdens-mester-titlen.
Han er tidligere WBC Baltic-mester, en titel som han vandt da han slog danske Kasper Bruun via teknisk afgørelse i 6. omgang, den 12. april, 2014.

## Professionel Karriere
I februar 2013 blev Yigit professionel hos Team Sauerland. Han debuterede mod hviderussiske Aliaksandr Abramenka, som han slog på TKO i 3. omgang den 13. april i Arena Nord, i Frederikshavn. I sin 3. kamp boksede han på underkortet til Carl Froch og Mikkel Kesslers revanchekamp i O2 i London, hvor han pointbesejrede, Dee Mitchell fra Lancashire.
I sin opbygningsfase slog han bemærkelsesværdige navne som danskerne Kasper Bruun og Kim Poulsen samt tyske Timo Schwarzkopf. I december 2015 besejrede han den tidligere verdensmester, amerikanske DeMarcus Corley via TKO i 3. omgang. I september 2016 vandt han over Armando Robles via enstemmig afgørelse.
Den 11. februar 2017 vandt han EBU europamesterskabet i England via enstemmig afgørelse over Lenny Daws og blev dermed den første svenske europamester siden sværvægteren Anders Eklund i 1987. I september 2017 forsvarede han titlen på point mod spanske Sandor Martin. Han forsvarede titlen i december 2017 mod Joe Hughes som han også vandt over via enstemmig afgørelse. Udover dette har han besejret de britiske boksere Ryan Fields, Tony Owen og Irishman Philip Sutcliffe Jnr.

## Privatliv
Han er af tyrkisk , finsk og russisk afstamning.
Han bor pt i London og træner under vejledning af CJ Hussein i St Pancras Boxing Club i Nord London.
Han anser den svenske sportsstjerne, fodboldspilleren Zlatan Ibrahimovic som en stor inspiration og har i denne forbindelse udtalt:

"Zlatan lived in the projects and did some stupid things and had a lot of crazy friends. His sport saved him from all that. I can see all of that in me too. He’s gone on to become one of the biggest stars in the world and that makes me believe that I can too."

## Meritter

### VM
- 2011: 9.-plads

### EM
- 2010: Kvartfinalen
- 2011: Kvartfinalen

## Priser
- 2017: EBU Årets Bokser

## Professionel bokse-rekordliste
| 21 Sejre (7 knockouts, 14 pointsejrer), 0 Nederlag, 1 Uafgjort |             |                       |      |              |            |                                     |                                                   |
| Resultat                                                       | Rekordliste | Modstander            | Type | Omgang, Tid  | Dato       | Sted                                | Noter                                             |
| Sejr                                                           | 21-0-1      | Joe Hughes            | UD   | 12           | 2017-12-02 | Leicester Arena Leicester           | Forsvrede EBU (European) Super lightweight title  |
| Sejr                                                           | 20-0-1      | Sandor Martin         | UD   | 12           | 2017-09-30 | Solnahallen Solna                   | Retained EBU (European) Super lightweight title   |
| Sejr                                                           | 19-0-1      | Lenny Daws            | UD   | 12           | 2017-02-11 | Westcroft Leisure Centre Carshalton | Won vacant EBU (European) Super lightweight title |
| Sejr                                                           | 18-0-1      | Armando Robles        | UD   | 10           | 2016-09-10 | Hovet Stockholm                     |                                                   |
| Sejr                                                           | 17-0-1      | Philip Sutcliffe, Jr. | MD   | 8            | 2016-05-07 | Barclaycard Arena Hamburg           |                                                   |
| Sejr                                                           | 16–0–1      | DeMarcus Corley       | RTD  | 3 (8), 3:00  | 2015-12-19 | Rosvalla Arena, Nyköping            |                                                   |
| Sejr                                                           | 15–0–1      | Chaquib Fadli         | UD   | 8            | 2015-09-19 | Rosvalla Arena, Nyköping            |                                                   |
| Sejr                                                           | 14–0–1      | Tony Owen             | TKO  | 7 (8), 2:08  | 2015-06-20 | Ballerup Super Arena, Ballerup      |                                                   |
| Sejr                                                           | 13–0–1      | Festim Kryeziu        | UD   | 10           | 2015-03-21 | Rostock, Mecklenburg-Vorpommern     |                                                   |
| Sejr                                                           | 12–0–1      | Kim Poulsen           | TKO  | 6 (10), 0:34 | 2015-02-07 | Arena Nord, Frederikshavn           | Won vacant WBC Baltic Welterweight title.         |
| Sejr                                                           | 11–0–1      | Gianluca Ceglia       | TKO  | 7 (8), 0:02  | 2014-12-13 | MusikTeatret, Albertslund           |                                                   |
| Sejr                                                           | 10–0–1      | Kasper Bruun          | TD   | 6 (10)       | 2014-04-12 | MusikTeatret, Albertslund           | Won vacant WBC Baltic Super lightweight title.    |
| Sejr                                                           | 9–0–1       | Ryan Fields           | UD   | 6            | 2014-02-15 | MusikTeatret, Albertslund           |                                                   |
| Sejr                                                           | 8–0–1       | Radoslav Mitev        | TKO  | 3 (6), 1:55  | 2014-02-01 | Arena Nord, Frederikshavn           |                                                   |
| Sejr                                                           | 7–0–1       | Michal Vosyka         | TKO  | 6 (6), 0:17  | 2013-11-23 | Stechert Arena, Bamberg, Bayern     |                                                   |
| Sejr                                                           | 6–0–1       | Anton Bekish          | UD   | 6            | 2013-11-16 | MusikTeatret, Albertslund           |                                                   |
| Uafgjort                                                       | 5–0–1       | Tony Pace             | MD   | 4            | 2013-10-19 | Kolding Hallen, Kolding             |                                                   |
| Sejr                                                           | 5–0         | Andrei Staliarchuk    | UD   | 4            | 2013-09-07 | Arena Nord, Fredrikshavn            |                                                   |
| Sejr                                                           | 4–0         | Jan Balog             | UD   | 4            | 2013-06-15 | NRGi Arena, Aarhus                  |                                                   |
| Sejr                                                           | 3–0         | Dee Mitchell          | PTS  | 4            | 2013-05-25 | O2 Arena, London, United Kingdom    |                                                   |
| Sejr                                                           | 2–0         | Andrei Hramyka        | UD   | 4            | 2013-04-27 | Alsterdorfer Sporthalle, Hamburg    |                                                   |
| Sejr                                                           | 1–0         | Aliaksandr Abramenka  | TKO  | 3 (4), 2:04  | 2013-04-13 | Arena Nord, Frederikshavn           | Professional debut.                               |